# Szorgalmatos
Szorgalmatos là một thị trấn thuộc hạt Szabolcs-Szatmár-Bereg, Hungary. Thị trấn này có diện tích 10,38 km², dân số năm 2010 là 1107 người, mật độ 107 người/km².